# Dram armeno
Il dram (AMD) è la moneta dell'Armenia. Si suddivide in 100 luma. La parola dram si traduce in italiano con dracma. La Banca Centrale dell'Armenia ha il diritto esclusivo di coniare la valuta nazionale secondo la legge armena.

## Storia
La prima volta che si è usato il dram in Armenia è stato nel periodo che va dall'anno 1199 al 1375 quando le monete d'argento venivano chiamate dram.
Il 21 settembre 1991 un referendum ha proclamato l'indipendenza della repubblica armena dall'Unione Sovietica. La Banca Centrale dell'Armenia fu adottata il 27 marzo 1993, sotto il governatorato di Isahak Isahakyan. Comunque le vecchie banconote sovietiche furono la valuta standard fino al novembre 1993. Il Dram moderno divenne la valuta ufficiale il 22 novembre 1993 con tagli da 10, 25, 50, 100, 200 e 500. Fu messo in circolazione con il cambio di 1 AMD: 200 rubli o 1 USD: 14,5 AMD. Il 21 gennaio 1994 la Banca Centrale dell'Armenia cominciò a coniare monete da 10, 20, 50 luma e da 1, 3, 5, 10 dram. Le banconote con valore nominale 1.000 e 5.000 dram sono state messe in circolazione dal 24 ottobre 1994 e dal settembre 1995, rispettivamente. Più tardi è stata emessa una banconota da 20.000 dram e una da 50.000 dram per commemorare il 1.700º anniversario dell'adozione della religione cristiana in Armenia.
Il dram armeno era circolante anche nella repubblica de facto dell'Artsakh, dove si affiancava al dram karabakho.